# アセトスポラ
アセトスポラ（Ascetosporea、ギリシャ語 asketos 凝った造りの + spora 胞子）は主として海産無脊椎動物に寄生する原生生物の一群である。50種程度と小さなグループだが、これは海産無脊椎動物の寄生虫の研究が進んでいないためであり、おそらくはるかに多くの生物が存在していると想像される。主に略胞子虫（haplosporidia）類とパラミクサ（paramyxa）類の2群がありいずれも変わった構造の胞子を作る。

## 略胞子虫
略胞子虫類の宿主は普通は海産の軟体動物や環形動物だが、ホヤ・カニ・ウミユリなどほかの動物や淡水種に感染するものもある。生活環が完全に解明された種はまだなく、未発見の中間宿主がいるのではないかと考えられている。おそらく摂食の際に胞子を取り込むことで感染し、胞子からアメーバ状の細胞が放出され、上皮や結合組織で多核の変形体を生じる。
略胞子虫の胞子は形成過程も形態も非常に特徴的である。胞子形成はまず多核の変形体が細胞壁に包まれスポロントになる。スポロントの中で核が2つずつ融合していると思われ、その直後に減数分裂が起きて多数の単核のスポロブラスト（胞子細胞）が生じる。続いて細胞質のみが分裂して核を含む細胞の回りを無核の細胞質が包み込み、その内面に壁が発達するという方法で胞子が形成されると考えられている。したがって胞子細胞の周りにはまず間隙があり、次いで壁、最後に細胞質が一番外側に存在するという特殊な構造になっている。胞子の一端には開口部があり蓋でふさがっている。極嚢や極糸、アピカルコンプレックスのような構造は見られない。
少なくとも36種が知られている。胞子の開口部などの構造に注目して3属に分けていたが、分子系統解析によって胞子の知られていないBonamia属が含められるようになった。これ以外にClaustrosporidium属（2種）が近縁ではないかと言われている。
Haplosporidium
宿主は幅広い。H. nelsoni（MSX病）、H. costale（SSO病）がアメリカガキの病原体として著名。ハプロスポリジウム症。20種以上。
Minchinia
貝類の寄生虫。Haplosporidiumとの区別には議論があり、上記2種も以前はMinchinia属に含められていた。4種。
Urosporidium
寄生性の吸虫類に寄生（超寄生）するものが多い。8種。
Bonamia
カキの血球に感染する寄生虫。B. ostreae、B. exitiosaなどボナミア症の病原体。4種。

## パラミクサ
パラミクサ類の宿主も海産の無脊椎動物であるが、中間宿主が存在すると考えられている。感染するとアメーバ状の細胞が消化管や生殖腺の中で発育し、多細胞性の胞子を作る。
胞子形成は、特殊な細胞分裂を繰り返すことで起きる。これは核分裂の後に小胞体が融合して一方の核とその周辺の細胞質を切り離すというもので、結果的に娘細胞は母細胞の液胞の内部に生じることになる。この分裂様式は内生出芽（endogenous budding）とよばれ、同じ機構かどうかはわからないがオートファジーのような現象といえる。始めの一次細胞が内生出芽により内部に二次細胞を作り、二次細胞も内生出芽で三次細胞をつくるという具合に繰り返され、最終的に入れ子になった多細胞性の胞子が生じる。
10種が知られている。胞子の入れ子構造などによって5属に分けられている。
Marteilia
貝類の寄生虫。M. refringens（Aber病）、M. sydneyi（QX病）などカキの病原体。マルテイリア症。5種。
Marteilioides
貝類の寄生虫。M. chungmuensisはマガキ卵巣肥大症の病原体。2種。
Paramarteilia
Paramarteilia orchestiae 1種。ヨコエビ類の寄生虫で、感染によって宿主が間性を示すようになる。
Paramyxa
Paramyxa paradoxa 1種。多毛類Poecilochaetus serpensの幼生の消化管上皮細胞に見付かる寄生虫。
Paramyxoides
Paramyxoides nephtys 1種。多毛類ハヤテシロガネゴカイ（Nephtys caeca）の消化管上皮細胞に見付かる寄生虫だが、とくに宿主に影響を及ぼさない。

## 単系統性
略胞子虫類の分類学的位置は19世紀末に認識されて以来議論が多かったが、ともかく1970年代までは胞子虫に含められていた。パラミクサ類も議論が多く、ツボカビや胞子虫などに分類されてきた。しかし電子顕微鏡による微細構造観察に基づいて原生生物の分類体系が大幅に見直されることになり、1979年に略胞子虫類とパラミクサ類を合わせてアセトスポラ門（phylum Ascetospora）という独立した門に置くことが提唱された。これはハプロスポロソーム（haplosporosome）と呼ばれる構造が共通して観察されることが根拠である。アセトスポラ門は1980年の国際的合意体系にも採用されたのだが、その後批判が多く事実上放棄され、それぞれ別の門として取り扱われるようになった。
1990年代以降これらの生物でも分子系統解析が行われるようになったが、進化速度が速く安定的な結果を得ることは長らく難しかった。まず略胞子虫類については、アルベオラータに入ったり、細胞性粘菌と近縁とされたりしていたが、21世紀に入ってからケルコゾア門の根元付近に位置することが示された。一方のパラミクサ類については分子情報が極めて少なく系統的位置は不明瞭であったが、2010年代になって略胞子虫類とパラミクサ類との単系統性を支持する解析が蓄積しかつてのアセトスポラ門の単系統性が再認識されるに至っている。